# トラノオシダ
トラノオシダ(地柏葉、Asplenium incisum Thunb.)は、シダ植物門チャセンシダ科チャセンシダ属のシダである。ごく身近にはえる小型で柔らかいシダで、細かく分かれた細長い葉が特徴である。

## 特徴
よく石垣等に付着して生育しているのが見られる。茎はごく短く、多数の葉をつける。葉は長さ20cm程度、小さいものは一回羽状複葉で、よく育てば二回羽状複葉になる。乾燥した石垣などでは10cm位のことも多いが、条件がよければ50cmにもなることがある。葉にはやや二形があって、胞子をつける葉はやや大きくて、少し立ち上がり気味になる。葉には短い葉柄があって、葉の大部分の長さにわたって羽片をつける。羽片は比較的短く、基部から先端まであまり長さが変わらないので、全体の形は細長い楕円形になる。葉柄の基部は褐色に色づくが、大部分は緑色で柔らかく、葉は次第に垂れ下がった姿になる。
胞子のう群は裂片の葉裏に数個ずつつき、長楕円形、やや中肋よりにつく。
山間の岩地やガレ場のようなところから、人里の石垣まで幅広く生育し、特に農村の畑の石垣のようなところにはごく普通に見られる。都市部でも見ることがあり、溝の側面のコンクリートの上にも生えているのを見る。ただし姿が小さくてこちゃこちゃしているので、認知度と知名度はかなり低いと思われる。名前の由来は虎の尾羊歯で、幅が狭くて細長い葉の形をトラの尾に見立てたものと思われる。ちょっとおおげさすぎる気もするが、細長いものは、植物の名では虎の尾とする例が多い（オカトラノオ、ミズトラノオ、ウミトラノオなど）。
日本全土に分布するが、本州、四国、九州にはごく普通、北海道と沖縄では稀。日本以外では、千島列島、樺太から中国、朝鮮、台湾に分布している。
品種として葉が細かく切れ込んだチリメントラノオシダ(f. minutedissectum H.Ito)や葉に斑の入ったフイリトラノオシダ(f. albovariegatum Sugimoto)が報告されているが、特に広く認められてはいない。

## 利害
一切ない。人里では雑草に類するものではあるが、はびこらず、あえて駆除する必要性もない。石垣などに生えるシダや苔は、日本では鑑賞価値を認めて駆除しない傾向があり、ノキシノブなどは立派に育っているのを見かけるが、トラノオシダに関してはそうした風情が一般には認められていない傾向がある。

## 類似種
同様の成育環境にあって、似たものはあまりない。特に人里では他に類似したものがない。イヌシダは外形や生育環境が近いが、葉に一面に長い毛があり、簡単に見分けられる。
チャセンシダ属のものとしては、やや似ているのがイワトラノオ(A. tenuicaule Hayama)である。葉は長さが20cm位、その半分弱が葉柄である。葉は二回羽状複葉で全体の形は広披針形と、トラノオシダのように細長くならない。北海道から九州の、特に南の地域の渓流沿いの薄暗いところに生える。台湾から中国、ヒマラヤまで分布する。ヒメイワトラノオ(A. capillipes Makino)はこれに似ているがより小さく、葉が地表に寝る。日本各地の森林内の石灰岩上に生じる好石灰岩性植物である。朝鮮、台湾からヒマラヤまで。